# Hasse Kuhn
Hasse Kuhn (født 1. august 1964) er en dansk tidligere fodboldspiller og nuværende træner. Siden 2017/18 træner Kuhn Skjold Birkerød.
Som spiller spillede han for Rønne IK, Kastrup Boldklub, B 1909, Lyngby Boldklub, HIK og Søllerød BK
Da Lyngby Boldklub i 2001 gik konkurs, overtog Kuhn trænergerningen efter Poul Hansen i den halvsæson, hvor klubben spillede som amatørklub i Superligaen. Han fulgte med klubben ned i Danmarksserien og var træner indtil 2003. Siden blev han træner for Virum-Sorgenfri Boldklub, hvor han var frem til 2008. Den 28. november 2008 blev han præsenteret som ny cheftræner for Hellerup IK. Den 6. november 2017 blev han præsenteret som ny træner for Skjold Birkerød.
Hasse Kuhn er bror til Allan Kuhn.